# 빌 홀랜드

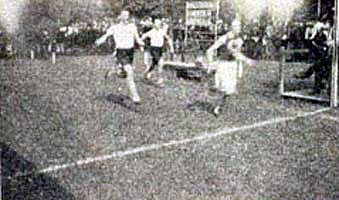

빌 홀랜드(Bill Holland, 본명: 윌리엄 조셉 홀랜드, William Joseph Holland, 1874년 3월 3일 매사추세츠 주 보스턴 – 1930년 11월 20일 매사추세츠 주 몰든 (매사추세츠주))는 미국의 트랙 필드 선수였다.
26세의 조지타운 대학교 의대생 홀랜드는 프랑스 파리에서 열린 1900년 하계 올림픽 남자 400미터 달리기에서 49.6초, 즉 1/10에 불과한 기록으로 은메달을 획득했다. 금메달을 딴 미국 팀 동료 맥시 롱에 이어 2위이다.
홀랜드는 200미터 달리기에서 4위를 차지하여 24.0초의 기록으로 준결승 예선에서 우승한 뒤 치열한 결승전에서 4위를 기록했다. 그의 추정 기록은 22.9초로 동메달리스트 스탠 로울리(Stan Rowley)와 동일했다. 2위인 노먼 프리차드(Norman Pritchard)보다 0.1초 느렸다. 홀란드는 또한 60m 달리기 종목에도 출전하여 1라운드 예선에서 3위를 기록했지만 결승에는 진출하지 못했다.